# Episodi de I misteri di Murdoch (quinta stagione)
La quinta stagione della serie televisiva I misteri di Murdoch è stata trasmessa in Canada su Citytv dal 6 giugno al 28 agosto 2012.
In Italia la stagione è stata trasmessa da Rai 3 dal 6 luglio al 16 novembre 2013.
| nº | Titolo originale                  | Titolo italiano               | Prima TV Canada | Prima TV Italia   |
| -- | --------------------------------- | ----------------------------- | --------------- | ----------------- |
| 1  | Murdoch of the Klondike           | Il ritorno                    | 6 giugno 2012   | 6 luglio 2013     |
| 2  | Back and to the Left              | Parata Orangista              | 13 giugno 2012  | 13 luglio 2013    |
| 3  | Evil Eye of Egypt                 | La principessa sconosciuta    | 20 giugno 2012  | 20 luglio 2013    |
| 4  | War on Terror                     | Bombe a Toronto               | 26 giugno 2012  | 27 luglio 2013    |
| 5  | Murdoch at the Opera              | Viola                         | 3 luglio 2012   | 3 agosto 2013     |
| 6  | Who Killed the Electric Carriage? | Sfida di motori               | 10 luglio 2012  | 10 agosto 2013    |
| 7  | Stroll on the Wild Side (Part 1)  | Il lato oscuro, prima parte   | 17 luglio 2012  | 31 agosto 2013    |
| 8  | Stroll on the Wild Side (Part 2)  | Il lato oscuro, seconda parte | 24 luglio 2012  | 7 settembre 2013  |
| 9  | Invention Convention              | Sfida fra inventori           | 31 luglio 2012  | 14 settembre 2013 |
| 10 | Staircase to Heaven               | I viaggiatori                 | 7 agosto 2012   | 21 settembre 2013 |
| 11 | Murdoch in Toyland                | Bambole parlanti              | 14 agosto 2012  | 2 novembre 2013   |
| 12 | Murdoch Night in Canada           | Uno sport per gentiluomini    | 21 agosto 2012  | 9 novembre 2013   |
| 13 | Twentieth Century Murdoch         | Il nuovo secolo di Murdoch    | 28 agosto 2012  | 16 novembre 2013  |

## Il ritorno
- Titolo originale: Murdoch of the Klondike
- Diretto da: Laurie Lynd
- Scritto da: Peter Mitchell

### Trama
Grazie alla copertura messa in atto dall'ispettore Brackenreid, Murdoch è stato completamente scagionato per i comportamenti sospetti adottati nel corso della sua più recente indagine. Tuttavia il detective ha lasciato Toronto ed il proprio lavoro; nel tentativo di superare i sensi di colpa e di dimenticare Julia si è unito ai cercatori d'oro del Klondike. La corsa all'oro ha ormai esaurito la sua spinta iniziale, ma molti sperano ancora di rinnovarne gli antichi fasti.
 Murdoch non è felice e pensa di essersi lasciato alle spalle la sua vita da poliziotto. Quando però Elizabeth Bryant, la proprietaria dell'hotel in cui alloggia, viene accusata di omicidio, l'orgoglio e il vecchio istinto si risvegliano, spingendolo ad agire in difesa della donna che nei suoi confronti si è sempre dimostrata gentile e amichevole.
La vittima è Kate Linfield, uccisa da una picconata: Elizabeth, a cui la donna voleva sottrarre l'attività, è stata sorpresa da un certo McKay accanto al cadavere, con in mano l'arma del delitto. Ammette di aver litigato con Kate, ma si dichiara innocente per la sua morte.
Quando viene ritrovato anche il cadavere di Thompson, ex marito di Kate e cercatore, morto addirittura prima della stessa Kate, l'indagine di Murdoch si indirizza verso una lotta per il controllo e lo sfruttamento delle concessioni. Affiancato da un gentile giovanotto che lo aiuta e lo incoraggia, riesce ad identificare il vero colpevole e a scagionare la signora Bryant.
 Malgrado l'invito a restare rivoltogli da quest'ultima, Murdoch decide di tornare a casa. Si congeda da quei luoghi imponenti e dal giovanotto (che gli dice infine di chiamarsi Jack London), poi riparte per Toronto. Al IV Distretto troverà qualche cambiamento: Crabtree, che suo malgrado ha dovuto fare esperienza senza la sua guida; la dottoressa Emily Grace, la nuova apprendista della dottoressa Ogden; Giles che è diventato ispettore capo.
 Per non mettere nei guai Brackenreid, Murdoch rinuncia ad autodenunciarsi per i reati effettivamente commessi, accettando di continuare a convivere con le proprie bugie.
- Altri interpreti: Georgina Reilly (dottoressa Emily Grace), Nigel Bennett (Ispettore capo Giles), Jill Halfpenny (Elizabeth Bryant), Paul Braunstein (Ailen Pyke), Mike McPhaden (Isaac McKay), Jennifer Kydd (Kate Linfield), Aaron Ashmore (Jack London)

## Parata Orangista
- Titolo originale: Back and to the Left
- Diretto da: Don McCutcheon
- Scritto da: Paul Aitken, Graham Clegg

### Trama
Durante l'annuale parata orangista uno sparo raggiunge la carrozza scoperta delle autorità: il sindaco rimane illeso ma l'assessore Hidell, che sedeva al suo fianco, viene ucciso dal colpo che lo ha raggiunto alla tempia.

 Viene stabilito che lo sparo è partito dal secondo piano di un palazzo poco lontano, appartenente ad un certo Clay Miller; al momento fatidico l'edificio era quasi vuoto: erano presenti soltanto l'anziana Judith Lance e il custode Leonard Bowers; nessuno dei due ha visto qualcosa di preciso.

L'indagine si indirizza verso gli ambienti degli agitatori cattolici irlandesi ed un sospetto viene identificato. Si tratta di Liam Cuddy: il fucile che ha sparato gli apparteneva, inoltre alcune foto dimostrano la sua presenza sul luogo e all'ora dell'attentato. Cuddy viene però ucciso nel corso di una rissa di strada prima dell'arresto, e continuando ad indagare Murdoch si convince che le prove a suo carico siano state costruite e falsificate.
 Con l'aiuto degli approfondimenti autoptici e balistici si scopre infatti che a sparare sono stati ben due cecchini, non uno soltanto, e che il vero obiettivo dell'attentato non era - come si supponeva - il sindaco, bensì proprio il suo assessore. Murdoch mette così in luce un fitto intreccio tra politica, interessi economici locali e corruzione; grazie all'accordo con una delle persone coinvolte identifica anche i due cecchini e il loro mandante.
 La soddisfazione per la positiva conclusione della delicata indagine viene però offuscata da una spiacevole notizia. Julia non riesce più a sopportare la situazione che si è creata dopo il suo matrimonio: aprirà uno studio privato, lasciando il lavoro di medico legale alla dottoressa Emily Grace. 
- Altri interpreti: Georgina Reilly (dottoressa Emily Grace), Nigel Bennett (Ispettore capo Giles), Ivan Sherry (sindaco Hopkins), Kevin Wheeler (assessore Alex Hidell), Don Allison (assessore John Ketchem), Craig Eldridge (Clay Miller), Paul James Kelly (Liam Cuddy), Sarah Wilson (Marianne Cuddy), Louise Nicol (Judith Lance), Adam Lolacher (Leonard Bowers)

## La principessa sconosciuta
- Titolo originale: Evil Eye of Egypt
- Diretto da: Don McCutcheon
- Scritto da: Michelle Ricci

### Trama
In città sta per essere inaugurata un'esposizione di antichi manufatti egizi, provenienti da una tomba scoperta di recente; il pezzo di maggior pregio è il sarcofago di una principessa di cui si ignora l'identità. L'interesse suscitato dall'evento aiuta l'agente Crabtree a vendere numerose copie del suo romanzo, la cui ambientazione è appunto egizia, ma per il resto la situazione è tutt'altro che tranquillizzante. In poco tempo muoiono tre persone, più o meno direttamente collegate all'esposizione: il professor Greenwood viene morso da un cobra fuoriuscito dal sarcofago; la signora Xavier McAlister, finanziatrice dell'impresa, viene colta da infarto mentre si accinge a sciogliere le bende di una mummia; Desmond Rutherford, lo scopritore della tomba, rimane fulminato mentre sta per illuminare la mummia da presentare al pubblico. Inoltre il signor Uxbridge, che collabora all'esposizione, mostra chiari segni di un rapido deperimento.

 Si inizia a parlare degli effetti di un'antica maledizione, i cui gradi corrispondono ai tre decessi; Murdoch però preferisce prendere in considerazione moventi più terreni: ad esempio i forti contrasti esistenti tra Rutherford, che voleva spettacolarizzare l'esposizione, e altri, come la dottoressa Iris Bajjali o Fouad Sharif, che chiedevano invece un approccio più scientifico ed un maggior rispetto.

Quella realistica è la giusta direzione in cui indagare. Quando però Murdoch identifica il colpevole dei delitti, questi rimane ucciso nel tentativo di sottrarsi all'arresto: e curiosamente le modalità della sua morte richiamano in maniera abbastanza precisa l'ultimo grado della famosa maledizione.
- Altri interpreti: Aidan Devine (Desmond Rutherford), Mike Petersen (professor Alger Greenwood), Athena Karkanis (dottoressa Iris Bajjali), Julian Richings (Philip Uxbridge), Jill Frappier (signora Xavier McAlister), Kean Alexander Mohajeri (Fouad Sharif)

## Bombe a Toronto
- Titolo originale: War on Terror
- Diretto da: Laurie Lynd
- Scritto da: Peter Mitchell

### Trama
Gli agenti Crabtree e Higgins rimangono feriti a causa dello scoppio di una bomba artigianale nel negozio di abbigliamento del signor Peter Milne. Costui è antipatico a molti: non ha amici, infastidisce le donne, ha licenziato parecchi dipendenti e almeno un concorrente, il signor Trout, è fallito per causa sua. Inoltre il proprietario dell'edificio in cui si trova il negozio viene fortemente danneggiato dal rifiuto di Milne a trasferire altrove l'attività.
 I moventi per l'attentato insomma non mancano, ma quando al IV Distretto fa la sua comparsa Terrence Meyers, per l'indagine si apre un'altra pista: quella del terrorismo anarchico. Nell'immediato futuro è infatti prevista una visita in Canada del presidente americano William McKinley, la sua prima uscita in un Paese straniero, e si teme che gli anarchici vogliano sfruttare l'occasione.

Infiltratisi nel circolo anarchico di Emma Goldman, in quei giorni presente a Toronto, Murdoch e Meyers vi trovano un'altra vecchia conoscenza: la spia americana Allen Clegg, che sembra far di tutto per esasperare la non facile situazione. Sua la responsabilità per una seconda bomba, che per fortuna non fa vittime; per la prima bomba si autoaccusa invece un certo Albert Wallace, un marxista avvicinatosi al circolo anarchico: Murdoch però dubita della sua effettiva colpevolezza e finisce per dimostrare che l'uomo è solo un provocatore in cerca di martirio politico.
 Quando ritorna ai motivi di risentimento personale nei confronti di Milne, l'indagine imbocca finalmente la strada giusta. Riconoscendo i suoi meriti e il grande lavoro svolto in quei giorni, Murdoch lascia che sia l'agente Crabtree a chiudere il caso.
- Altri interpreti: Nigel Bennett (Ispettore capo Giles), Peter Keleghan (Terrence Meyers), Matthew Bennett (Allen Clegg), Brock Johnson (Peter Milne),John Jarvis (Angus Trout), Brendan Beiser (Albert Wallace), Brendan Wall (Michael Decker), Lisa Norton (Emma Goldman)

## Viola
- Titolo originale: Murdoch at the Opera
- Diretto da: Yannick Bisson
- Scritto da: Carol Hay

### Trama
Durante la prova in costume de La bohème, a causa di un litigio, il tenore Carlo Corsi fa sostituire il soprano Rosa Hamilton con la giovane Elvira Cummings. Dopo pochi minuti, avendo bevuto un vino di scena, la ragazza muore e spirando pronuncia a stento un'unica parola: "viola".
 L'autopsia rivela un avvelenamento da cianuro di potassio: l'ipotesi più credibile è che la vittima designata fosse in realtà Rosa Hamilton. Il famoso soprano, con la sua sola presenza, assicura il successo dell'intera compagnia; la donna però, capricciosa ed egoista, è mal sopportata da quasi tutti i membri della troupe, ciascuno dei quali avrebbe avuto buoni moventi e occasioni: Carlo Corsi ha con Rosa una difficile relazione sentimentale; l'impresario Arturo è un impenitente dongiovanni e in gioventù Rosa è stata una delle sue prede; l'attrezzista Peters ha maneggiato il vino; il cantante Maurice Domenicke è innamorato di Anne Marie Thiery (che interpreta Musetta) e vorrebbe vederla nel ruolo di protagonista. La stessa Anne Marie è sempre stata ambiziosa, e invidiosa tanto di Rosa quanto di Elvira, che ne era la protetta.
 Quando si scopre che il vero nome di Anne Marie è Viola Evans, per un momento sembra che il colpevole sia stato identificato. Ma così non è, e l'indagine deve continuare.
 Sarà l'ispettore Brackenreid, fervente ammiratore di Rosa Hamilton, a scoprire come sono andate le cose: la vittima designata era veramente Elvira ma la ragazza non è stata avvelenata in scena, bensì qualche tempo prima.
 Da appassionato dell'opera qual è, Brackenreid consente al colpevole di portare a termine l'ultima rappresentazione. Indirettamente lascia anche che l'assassino possa uccidersi in scena, evitando l'arresto e l'impiccagione. Poi l'ispettore provvede a riallacciare i buoni rapporti con la moglie Margaret, che per molti giorni ha guardato con insofferenza e sospetto alla vicinanza tra Rosa e il marito. 
- Altri interpreti: Paulino Nunes (Carlo Corsi), Measha Brueggergosman (Rosa Hamilton), Alison Jantzie (Elvira Cummings), Earl Pastko (signor Arturo), Nathalie Toriel (Anne Marie Thiery), Brandon McGibbon (Peters), Roger Doche (Maurice Domenicke), Arwen Humphreys (Margaret Brackenreid)

## Sfida di motori
- Titolo originale: Who Killed the Electric Carriage?
- Diretto da: Harvey Crossland
- Scritto da: Paul Aitken, Graham Clegg

### Trama
Il signor Ivan Wallensky viene trovato impiccato nella sua casa; inizialmente si ipotizza un suicidio, ma analisi più approfondite dimostrano che l'uomo è stato ucciso. Sia la governante che ha trovato il corpo, sia i vicini raccontano di aver visto una strana luce in movimento nei pressi dell'edificio.
 Secondo la testimonianza del figlio Alexander, Wallensky non era ricco; aveva però inventato una batteria che interessava a due imprenditori, in competizione tra loro: James Pendrick, vecchia conoscenza di Murdoch,che voleva inserire la batteria nel veicolo elettrico da lui inventato; ed Henry Ford, che l'avrebbe invece usata per il suo veicolo con motore a combustione interna, per ovviare ai problemi dati dall'accensione a manovella.
 È una lotta tra due interpretazioni totalmente differenti della mobilità e Murdoch rimane affascinato dalla visione dipinta da Pendrick per il futuro: un'epoca di spostamenti facili, rapidi e (grazie allo sviluppo dell'energia solare) a buon mercato per tutti. Sullo sfondo c'è però la disputa molto più concreta per il controllo del brevetto.
 Pendrick diventa il principale indiziato per la morte di Wallensky, dato che a causa del suo progetto si è fortemente indebitato: aveva intenzione di quotare in Borsa la sua società e di finanziarsi attraverso un'offerta pubblica di azioni a cui Wallensky sembra essersi opposto. Inoltre è stato visto nei dintorni della casa proprio all'ora presunta dell'omicidio: la strana luce vista dai testimoni è quasi certamente il faro del suo veicolo.
 Murdoch scopre però che il movente del delitto è in realtà ancor più stratificato: a monte c'è un complotto delle compagnie petrolifere per sabotare il progetto di Pendrick. Riesce dunque a scagionare il geniale inventore, ma non ad impedire la distruzione della sua azienda e del suo sogno.
- Altri interpreti: Peter Stebbings (James Pendrick), Arwen Humphreys (Margaret Brackenreid), Zachary Bennett (Alexander Wallensky), J.D. Nicholsen (Leslie Barnes), Jerry Getty (Douglas Meadows), Tannis Burnett (Mavis Chalmers), Todd Hofley (Henry Ford)

## Il lato oscuro, prima parte
- Titolo originale: Stroll on the Wild Side (Part 1)
- Diretto da: Michael DeCarlo
- Scritto da: Daphne Ballon

### Trama
Mentre la dottoressa Ogden si scontra con la legge a causa del suo impegno in favore della contraccezione, e mentre il IV Distretto è in fibrillazione per l'annuale partita di baseball che lo vede cronicamente perdente, la bibliotecaria Lucille Messing scompare dal suo posto di lavoro senza lasciare tracce.
 Incaricato delle indagini, Murdoch scopre che la seconda bibliotecaria è Anna Fulford; fidando nel fatto che tutti abbiano dimenticato la taglia che le pende sulla testa, la donna è tornata a vivere a Toronto.
 Per un momento si teme che Lucille sia rimasta vittima di uno scambio di persona e che il vero obiettivo dell'eventuale crimine non fosse lei, bensì Anna. Così non è. Lucille viene trovata morta: è stata strangolata e l'autopsia mette in luce elementi che contrastano con la testimonianza di quanti la descrivevano come una giovane riservata e pudica. Grazie a Jake, un ragazzo che l'aveva conosciuta, si scopre che Lucille conduceva una doppia vita: brava ragazza al lavoro e con il fidanzato, in altri momenti adescava uomini al Devil's Drum, un'equivoca taverna.
 I possibili responsabili della sua morte diventano dunque Stanley Faber, un sedicente ornitologo che frequentava la biblioteca ed era molto attratto da lei; Geoffrey Coville, l'algido fidanzato che forse la conosceva ben poco ma sentendosi tradito avrebbe potuto vendicarsi; Leonard Carling, un uomo sposato che Lucille aveva affascinato e forse ingannato.
 L'indagine è complicata, e nel frattempo risulta evidente che anche Anna è in pericolo: la Mano Nera non si è affatto dimenticata del passato e l'ha individuata. Un killer la raggiunge in biblioteca... 
- Altri interpreti: Lisa Faulkner (Anna Fulford), Jonathan Watton (Darcy Garland), Eli Ham (ispettore Declan O'Kelly), Tori Anderson (Lucille Messing), Amos Crawley (Geoffrey Coville), Stephen Park (Leonard Carling), Cliff Saunders (Stanley Faber), Peter Kosaka (Mr Sato), Michael A. Miranda (Falcone), Nick Spencer (Jake), Shawn Wright (Andrew Trevor), Derek Kenrvorst (Franklin Lamott), Noah Davis (signor Wilson)

## Il lato oscuro, seconda parte
- Titolo originale: Stroll on the Wild Side (Part 2)
- Diretto da: Michael DeCarlo
- Scritto da: Carol Hay

### Trama
Murdoch raggiunge la biblioteca appena in tempo per salvare Anna e per la prima volta nella sua carriera uccide un uomo.
 Intanto un'altra ragazza ha preso il posto di Lucille al Devil's Drum: la stessa Anna la identifica come Minnie Duggan, una frequentatrice della biblioteca. Più tardi anche lei, come Lucille, viene trovata morta, strangolata senza segni di colluttazione.
 La traccia successiva dell'indagine viene di nuovo trovata in biblioteca: alcuni libri nascondono opuscoli licenziosi di cui - come si scopre - Stanley Faber è un appassionato lettore: secondo la sua dichiarazione, era stata proprio Lucille ad indicargli dove cercare.
 Analizzando gli opuscoli con l'aiuto di Anna, che nel frattempo vive protetta al Distretto, Murdoch si convince che entrambe le ragazze morte non fossero state costrette all'attività di adescatrici: forse lo facevano per amore dell'avventura, o per desiderio di trasgressione, e i racconti dei loro incontri piccanti finivano negli opuscoli. Resta da scoprire chi fosse il regista dell'operazione.
 Lentamente le tracce portano l'indagine in direzione del coro di Andrew Trevor in cui cantavano sia Lucille che Minnie, e anche Geoffrey Coville. Gli spartiti mostrano gli stessi caratteri a stampa degli opuscoli, e ciò permette a Murdoch di ricostruire l'intera torbida storia e di identificare l'autore degli omicidi.
 Mentre Darcy Garland e Julia si separano, a causa dello scandaloso impegno di quest'ultima in favore della contraccezione femminile, e mentre il IV Distretto riesce finalmente a vincere l'annuale partita di baseball, Murdoch si preoccupa di proteggere Anna. Inizialmente cerca di trovare un accordo con Falcone, il capo dell'organizzazione che la vuole morta. Quando però l'uomo gli chiede in cambio favori contrari alla sua etica di poliziotto, il detective sceglie un'altra strada. Con la complicità di Jake (il ragazzo del Devil's Drum) e di Julia organizza un piano che metterà Anna al sicuro. Questa volta però la loro separazione dovrà essere davvero definitiva.
- Altri interpreti: Lisa Faulkner (Anna Fulford), Jonathan Watton (Darcy Garland), Eli Ham (ispettore Declan O'Kelly), Tori Anderson (Lucille Messing), Bryn McAuley (Minnie Duggan), Amos Crawley (Geoffrey Coville), Cliff Saunders (Stanley Faber), Peter Kosaka (Mr Sato), Michael A. Miranda (Falcone), Nick Spencer (Jake), Shawn Wright (Andrew Trevor), Noah Davis (signor Wilson), Helen King (signora Wilson)

## Sfida fra inventori
- Titolo originale: Invention Convention
- Diretto da: Cal Coons
- Scritto da: Paul Aitken

### Trama
Ad un convegno di inventori Karl Schreyer, vincitore del primo premio, viene ucciso durante il discorso di ringraziamento. Gli hanno sparato, ma nessuno dei numerosi presenti ha visto o sentito qualcosa di utile.
 Schreyer era un uomo scostante, egocentrico e sgradevole, un inventore senza scrupoli: anche il prototipo di aspirapolvere con cui ha vinto il suo premio è stato sviluppato partendo da idee altrui. Dunque non gli mancavano i nemici, innanzitutto i molti colleghi che lo avevano accusato più volte di aver spiato e sabotato i loro progetti. Questa pista pare confermata quando l'autopsia mette in luce che il proiettile che ha ucciso Schreyer è in realtà la sfera di un cuscinetto. Quando si scopre che un messaggio minatorio in codice ricevuto dalla vittima è stato prodotto da una macchina elaborata dal famoso inventore Alexander Graham Bell, anch'egli presente al convegno, i sospetti si concentrano su di lui. Murdoch però, suo grande ammiratore, riesce a dimostrarne l'innocenza, servendosi piuttosto del suo genio per proseguire l'indagine.
 Mentre l'agente Crabtree è impegnato a pubblicizzare le invenzioni elaborate nel tempo dallo stesso Murdoch, e mentre l'ispettore Brackenreid affronta un brutto mal di denti che rischia di riportarlo alla dipendenza da cocaina, il detective scopre una registrazione del momento del delitto da cui si finisce per dedurre l'esistenza di un meccanismo da cui è stato sparato il colpo fatale. Tale meccanismo è estremamente complesso, tanto che Murdoch è propenso ad ammettere l'esistenza di un complotto: almeno cinque inventori, avversari di Schreyer, che avrebbero unito le loro idee e capacità per compiere l'omicidio. 

Alla fine però il detective approda ad una diversa soluzione: il meccanismo, e quindi il delitto, sono frutto di un'unica mente brillante che ha sfruttato le circostanze, mettendo malignamente nei guai l'intero gruppo di inventori. 
- Altri interpreti: Arwen Humphreys (Margaret Brackenreid), John Tench (Alexander Graham Bell), Arlene Dickinson (Miss Dickinson), Jonathon Young (Ernest Harding), Carlos Diaz (Karl Schreyer), Ron Gabriel (Ronald Nellis), Ryan Blakely (Jeremy Barton), Joey Klein (Harlan O'Brian), Julia Course (Myrtle Raylin), Brian Rhodes (Timothy Eaton), Philip Marchand (dentista)

## I viaggiatori
- Titolo originale: Staircase to Heaven
- Diretto da: Harvey Crossland
- Scritto da: Maureen Jennings, Peter Mitchell

### Trama
Il maltempo che si è abbattuto su Toronto rende difficili le comunicazioni e gli spostamenti. L'ispettore Brackenreid e l'agente Crabtree rimangono bloccati al IV Distretto, impegnati nella custodia di Ned Watts, che dovrà rendere un'importante testimonianza contro Randall (detto "il Rasoio" per la sua mente affilata), un criminale rimasto impunito per lungo tempo.
 Anche Murdoch rimane bloccato sulla scena del crimine della sua indagine, la casa di Magnus MacDonald e di sua cognata Hannah Beaumont. La vittima di turno è Jacob Oliver a cui è stata tagliata la gola durante un blackout, mentre l'uomo era impegnato a giocare a carte con un gruppo di amici. Con una certa sorpresa Murdoch scopre che uno dei giocatori, tutti medici, è la dottoressa Emily Grace.
 Contro Jacob non mancavano motivi di risentimento: tra lui e il collega Russell Chisholm esistevano rivalità professiinali e sentimentali, queste ultime a causa della bella Lillian, la figlia di MacDonald morta qualche tempo prima. Si scopre inoltre che Jacob, con la complicità della cameriera Fanny, giocava usando carte truccate. Interrogando Emily, Murdoch ha però altre sorprese: tutti i presenti fanno parte della cosiddetta Società per l'esplorazione metafisica. Cercano una via di contatto con l'Aldilà e non giocano per soldi, bensì per determinare a caso chi abbia diritto di diventare un viaggiatore: colui che si sottopone al trattamento a base di una soluzione di idrato di cloralio (per indurre lo stato ipnotico) e caffeina (per il risveglio) così da poter esplorare il mondo al confine con la morte. Lillian, da viaggiatrice, è rimasta vittima di un mancato ritorno di cui la dottoressa Grace si sente responsabile.
 Un attentato porta anche Murdoch a fare esperienza della transizione, e solo l'intervento di Emily e Russell scongiura il peggio.
 Mentre al IV Distretto Brackenreid e Crabtree riescono a sventare il tentativo del Rasoio di eliminare lo scomodo testimone, Murdoch ricompone i pezzi del suo puzzle ed individua l'assassino di Jacob Oliver, assieme ai motivi del suo gesto.
- Altri interpreti: Evert Houston (Jacob Oliver), Christopher Jacot (Russell Chisholm), Victor A. Young (Magnus MacDonald), Deborah Odell (Hannah Beaumont), Kate Ross (Fanny Glover), Ken MacDougall (ispettore Graves), Lauren MacKinlay (Lillian MacDonald), Jamie Robinson (Ned Watts), Peter Graham-Gaudreau (Randall "il Rasoio")

## Bambole parlanti
- Titolo originale: Murdoch in Toyland
- Diretto da: Cal Coons
- Scritto da: Graham Clegg

### Trama
La piccola Veronica Bowden scompare da casa e al suo posto il rapitore lascia una bambola nuova e costosa, di produzione francese. È una bambola parlante e il suo messaggio è molto specifico: "Salve, detective Murdoch, volete giocare con me?". Sin dal primo momento appare dunque chiaro che il rapimento non è motivato dalla richiesta di un riscatto, bensì da qualcosa di più personale, forse una vendetta. Però è difficile indagare perché il criminale non ha lasciato tracce né impronte, e Murdoch sa di non avere legami con la bambina o con la famiglia Bowden. Il rapimento è stato messo in atto solo per attirare la sua attenzione.
 L'unica pista da seguire parte dalla bambola: identificato l'importatore e l'indirizzo del compratore, Murdoch ritrova la bambina. La piccola è illesa ed è in compagnia di una seconda bambola decapitata il cui messaggio è una nuova sfida al detective.
 Grazie ai rumori di fondo udibili nella registrazione Murdoch identifica il luogo dove è stata realizzata; lì trova un corpo decapitato e una terza bambola parlante il cui messaggio risulta essere una registrazione manipolata che gli ricorda qualcosa. Per definire meglio l'impressione, il detective si fa ipnotizzare dal dottor Roberts e riesce a stabilire che la voce è quella di James Gillies, un assassino da lui arrestato qualche anno prima. A conferma di ciò il corpo decapitato viene identificato come quello di Robert Perry, anche lui coinvolto nel vecchio caso.
 Gillies dovrebbe essere già stato giustiziato, nella sua tomba però è sepolta solo l'ennesima bambola, il cui messaggio rivela che purtroppo anche la dottoressa Ogden è stata rapita. Gillies viene trovato e arrestato, ma da lui è impossibile ottenere informazioni.
 Con il prezioso aiuto dell'inventore Alexander Graham Bell Murdoch ripulisce l'ultima registrazione e scopre che Julia è stata sepolta viva nello stesso cimitero che ospitava la falsa tomba di Gillies. Il detective riesce ad arrivare appena in tempo e a salvare Julia prima che l'ossigeno a sua disposizione si esaurisca.
 Durante il trasferimento al penitenziario Gillies evade però di nuovo e Murdoch è sicuro che non rinuncerà alla sua vendetta.
- Altri interpreti: Michael Seater (James Gillies), John Tench (Alexander Graham Bell), Sarah Manninen (Verna Bowden), Kevin McDonald (Dean Bowden), Veronica Denson (Veronica Bowden), Paul Amos (dottor Roberts), Morgan Kelly (Wade Carson), Katherine Barrell (Marley Rosevear)

## Uno sport per gentiluomini
- Titolo originale: Murdoch Night in Canada
- Diretto da: Gail Harvey
- Scritto da: Lori Spring

### Trama
Due giocatori del Wellington di Toronto, prestigiosa squadra di hockey, proprietà di Langdon Wallace, litigano negli spogliatoi dopo l'allenamento: Eddie Driscol spinge a terra il capitano Archibald Simpson che rimane ferito alla testa. Eddie si scusa, i compagni mettono pace, l'incidente sembra chiuso; più tardi però Simpson viene trovato morto negli spogliatoi da Jerome Bradley, un altro dei giocatori.
 La situazione è delicata: il Wellington si appresta a giocare un'importante partita in cui Driscol potrebbe fare la differenza; ma se è colpevole di omicidio - volontario o meno - ovviamente non potrà dare il proprio contributo.
 Eddie Driscol, vecchio amico dell'agente Crabtree, è davvero un ottimo giocatore: in squadra però è guardato dall'alto in basso a causa della sua modesta estrazione sociale ed è a malapena tollerato, per via della sua arroganza. Con Simpson, diventato capitano soffiando il posto proprio a Driscol, i rapporti erano pessimi.
 Dall'autopsia emerge che la vittima è morta a causa di un secondo colpo alla testa inferto mezz'ora dopo la lite negli spogliatoi: dunque l'omicidio è volontario. Murdoch, incaricato dell'indagine riesce a determinare che il corpo è stato spostato e che la vera scena del crimine è l'ufficio di Wallace: potrebbe essere un tentativo di incolpare Driscol, il quale ha comunque un alibi difficilmente dimostrabile. L'arma del delitto è la mazza di Samuel Farrell, altro appartenente alla squadra, che però è troppo basso per aver inferto il colpo fatale. La già difficile indagine viene ulteriormente complicata dai rapporti di amicizia che intercorrono tra l'ispettore capo Giles e Wallace, nonché dal fatto che Bradley sia un ex fidanzato della dottoressa Grace, intenzionato a riconquistarla con le buone o con le cattive.
Alla fine Murdoch riesce a determinare che il movente del delitto è ricollegabile ai pericoli che minacciano uno sport in evoluzione come l'hockey: non solo le scommesse interne (praticate da Driscol e da Farrell, tra gli altri) ma soprattutto il professionismo. In Canada è illegale pagare i giocatori, ma le squadre iniziano a cadere tacitamente nelle mani di capitalisti, una situazione che rischia di snaturare per sempre la tradizione sportiva.
 Mentre Driscol decide di trasferirsi in America, dove il professionismo è già legale da tempo, il vero assassino accetta di confessare per evitare l'impiccagione.
- Altri interpreti: Nigel Bennett (Ispettore capo Giles), Jake Epstein (Eddie Driscol), Cedric Smith (Langston Wallace), Dylan Trowbridge (Samuel Farrell), Mark O'Brien (Jerome Bradley), Christopher Russell (Archibald Simpson), Alisen Down (Lydia Driscol), Jessica Phillips (Felicity Wallace), Guy Bannerman (John Ross Robertson)

## Il nuovo secolo di Murdoch
- Titolo originale: Twentieth Century Murdoch
- Diretto da: Gail Harvey
- Scritto da: Paul Aitken, Carol Hay, Peter Mitchell, Michelle Ricci

### Trama
26 dicembre 1899. Il signor Gideon Turner, arrestato per aggressione, fugge dal IV Distretto: si giustifica dicendo di dover prevenire un omicidio. Infatti gli agenti che lo inseguono lo vedono raggiungere un uomo vestito da Babbo Natale che sta per sparare ad un altro uomo; il colpo viene deviato grazie all'intervento di Turner, mentre l'aspirante killer si dilegua.
 La vittima, Seth Morgan, ha l'abitudine di sedurre donne sposate, quindi c'è un ampio gruppo di possibili sospetti per l'aggressione da lui subita. Ma la cosa più stupefacente dell'intera faccenda è che Turner sostiene di essere riuscito a salvare Morgan perché avendo viaggiato nel futuro sapeva ciò che sarebbe accaduto. Un secondo incidente, in cui grazie a Turner viene salvato un bambino, sembra sostenere le sue affermazioni. Alla ricerca di una spiegazione più razionale, Murdoch ipotizza che gli incidenti siano stati organizzati e facciano parte di una complicata truffa; con il supporto della dottoressa Ogden, che in quei giorni si sta interessando alla psichiatria, ipotizza anche che Turner sia stato plagiato o possa soffrire della Sindrome del Supereroe. Analizzato dal dottor Roberts, l'uomo non rivela però nulla di conclusivo.
 Quando si scopre che Turner è l'assistente del professor Harms, che sostiene di aver inventato e costruito una macchina del tempo, l'ipotesi di una truffa torna ad essere presa in considerazione. Grazie all'aiuto della stampa, che ha ampiamente rilanciato la notizia, e malgrado l'altissimo costo del biglietto, si formano lunghe code di aspiranti viaggiatori che una volta conclusa l'esperienza raccontano di aver effettivamente visto il proprio futuro. Lo stesso Murdoch, sfidato da Harms a compiere il viaggio, si ritrova per breve tempo in un mondo nel quale ha sposato Julia Ogden ed ha avuto da lei un figlio.
 A dispetto della felice visione, e pur affascinato dalle implicazioni fisiche e matematiche dell'invenzione, il detective non è pienamente convinto. Quando infatti si scopre chi si nascondeva sotto il costume da Babbo Natale e si ritrova Turner morto annegato, con gli organi interni assiderati, l'indagine imbocca una direzione inaspettata, approdando alla triste (ma razionale) soluzione dell'enigma.
 Durante la festa di fine anno della Polizia l'ispettore Brackenreid, al quale era stata offerta la promozione ad un ruolo amministrativo, decide di rimanere al suo posto; la dottoressa Emily Grace raggiunge l'agente Crabtree, che l'aveva invitata senza troppe speranze; Murdoch e Julia, ormai separata dal marito, manifestano finalmente i loro reciproci sentimenti.
- Altri interpreti: Nigel Bennett (Ispettore capo Giles), Jonathan Watton (Darcy Garland), Joe Cobden (Gideon Turner), Colin Buchanan (professor Harms), Paul Amos (dottor Roberts), Frank Chiesurin (Seth Morgan), Ellen Dubin (signora Haversham), Benjamin Clost (il giornalista Teddy Nelson), Nicholas Bode (William Murdoch jr.), Arwen Humphreys (Margaret Brackenreid)